# Оквонкво, Орджи
Орджи Оквонкво (англ. Orji Okwonkwo; 19 января 1998 года, Бенин-Сити, Нигерия) — нигерийский футболист, нападающий итальянского клуба «Болонья», выступающий на правах аренды за клуб «Реджана».

## Карьера
Начинал заниматься футболом в нигерийской «Абудже». Летом 2016 года перебрался в академию «Болоньи». В конце зимней части сезона 2016/2017 стал подтягиваться к основной команде. 20 ноября 2016 года дебютировал в Серии А в поединке против «Палермо», выйдя на замену на 89-й минуте вместо Луки Риццо. 24 сентября 2017 года в матче против «Сассуоло» забил свой первый гол в Серии А.
31 января 2018 года перешёл на правах аренды в клуб Серии B «Брешиа».
12 февраля 2019 года отправился в аренду в клуб MLS «Монреаль Импакт» на сезон 2019. В североамериканской лиге дебютировал 3 марта в матче стартового тура сезона против «Сан-Хосе Эртквейкс». 16 марта в матче против «Орландо Сити» забил свой первый гол в MLS. По итогам сезона 2019, в 28-ти матчах которого забил восемь голов и отдал две голевые передачи, был признан самым ценным игроком «Монреаль Импакт». 24 января 2020 года был снова взят в аренду «Импактом» на сезон 2020 с опцией выкупа. По окончании сезона 2020 был возвращён в «Болонью».
Выступал за юношеские сборные Нигерии. В 2015 году вместе с командой до 17 лет стал чемпионом мира среди юношей. На турнире провёл пять встреч, отметился голом в полуфинале.

## Достижения
«Монреаль Импакт»
- Победитель Первенства Канады: 2019